# Montignac-de-Lauzun

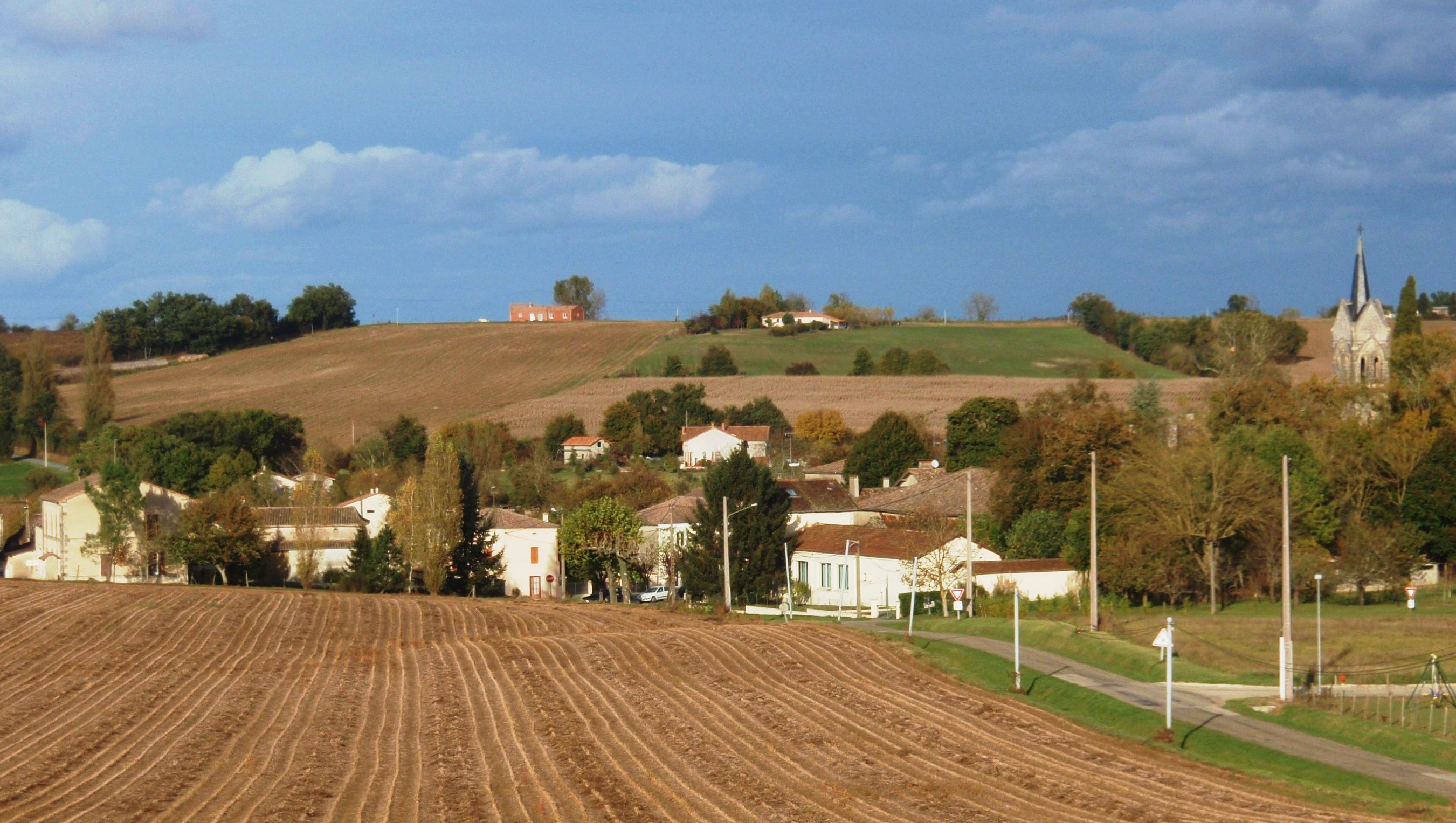
Montignac-de-Lauzun (2008)

Montignac-de-Lauzun ist eine Gemeinde im Südwesten Frankreichs mit 286 Einwohnern (Stand: 1. Januar 2022) und liegt im Département Lot-et-Garonne in der Region Nouvelle-Aquitaine (bis 2016: Aquitanien).

## Geographie
Die Gemeinde liegt in etwa gleicher Entfernung zu Marmande, Villeneuve-sur-Lot und Bergerac.
Umgeben wird Montignac-de-Lauzun von den folgenden Nachbargemeinden:
| Lavergne  | Saint-Colomb-de-Lauzun                      | Ségalas  |
| Lavergne  | Kompassrose, die auf Nachbargemeinden zeigt | Monviel  |
| Tombebœuf | Villebramar                                 | Monbahus |

## Demographie
Die Bevölkerungsentwicklung in Montignac-de-Lauzun wird seit 1800 dokumentiert. 
2016 zählte die Gemeinde 284 Einwohner, was einen Anstieg von 1 % gegenüber 2010 bedeutet. 
| Jahr      | 1800 | 1846  | 1876 | 1901 | 1946 | 1975 | 1999 | 2006 | 2018 |
| --------- | ---- | ----- | ---- | ---- | ---- | ---- | ---- | ---- | ---- |
| Einwohner | 942  | 1.100 | 898  | 651  | 512  | 364  | 282  | 303  | 287  |

## Sehenswürdigkeiten
- Église Saint-Saturnin, 15. Jahrhundert
- Église Saint-Laurent, 11. Jahrhundert